# Avinguda de la Llum

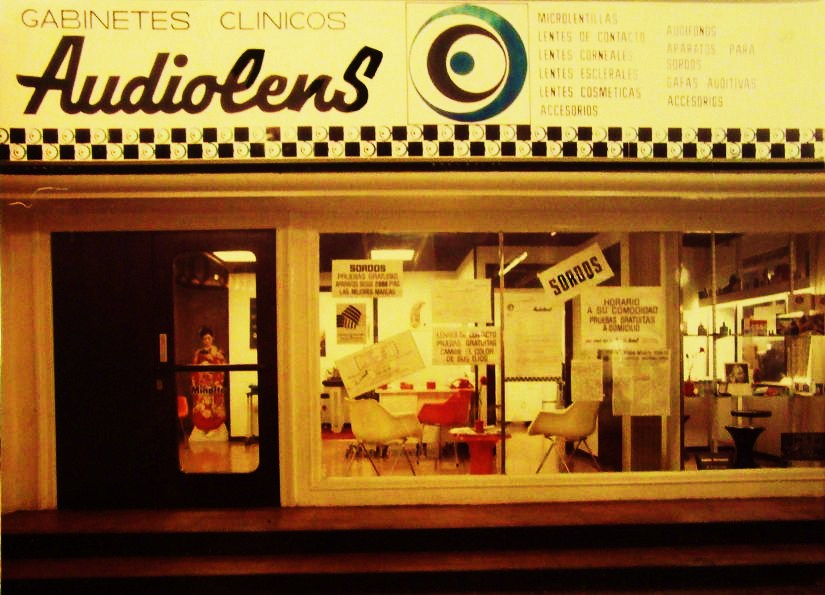
Laden (Òptic Audiolens) in Avinguda de la Llum (2008).

Avinguda de la Llum (katalanisch für Straße aus Licht; spanisch: Avenida de la Luz) war eine von 1940 bis 1990 geöffnete unterirdische Ladenstraße in Barcelona, Spanien. Die Einkaufsstraße, deren Bau bereits aus dem Jahre 1929 stammte, befand sich unterhalb des Carrer de Pelai zwischen Plaça de Catalunya, Carrer de Balmes, Carrer de Bergara und Plaça de la Universitat, jedoch oberhalb der mit einem Zugang angeschlossenen Station Catalunya der Eisenbahn-Gesellschaft FGC.

## Aufbau, Betrieb und Verfall
Avinguda de la Llum war Teil des ambitionierten Vorhabens, eine unterirdische Stadt vom Plaça Urquinaona zum Plaça de la Universitat zu errichten. Zeitweise befanden sich in der Ladenstraße bis zu 68 Betriebe, darunter ein Kino. Mit zunehmendem Verfall des Gebietes in den 1960er-Jahren folgte auch eine Abwanderung von Betrieben aus Avinguda de la Llum und zunehmender Leerstand. Zum Zeitpunkt der endgültigen Schließung der Ladenstraße im Jahr 1990 war diese bereits weitgehend aufgegeben und wurde von Obdachlosen als Schlafstätte genutzt.
Heute ist der Hauptkorridor Bestandteil des Einkaufszentrums El Triangle und wird von dem Kosmetikunternehmen Sephora als Untergeschoss ihrer dortigen Filiale genutzt, andere Teile sind jedoch nach wie vor verlassen und für die Öffentlichkeit nicht zugänglich.

## In der Populärkultur
Der spanische Filmregisseur Bigas Luna lässt eine Szene seines Films Bilbao (1978) in der unterirdischen Ladenstraße spielen. Die Rockband Loquillo y los Trogloditas widmete der Avinguda de la Llum ihren Song Avenida de la Luz. In Carlos Ruiz Zafóns Buch Das Labyrinth der Lichter verfolgen und beschatten die Protagonisten einen Verdächtigen in der Avinguda und im Kino.